# アンリ・カルトン・ドゥ・ヴィアール

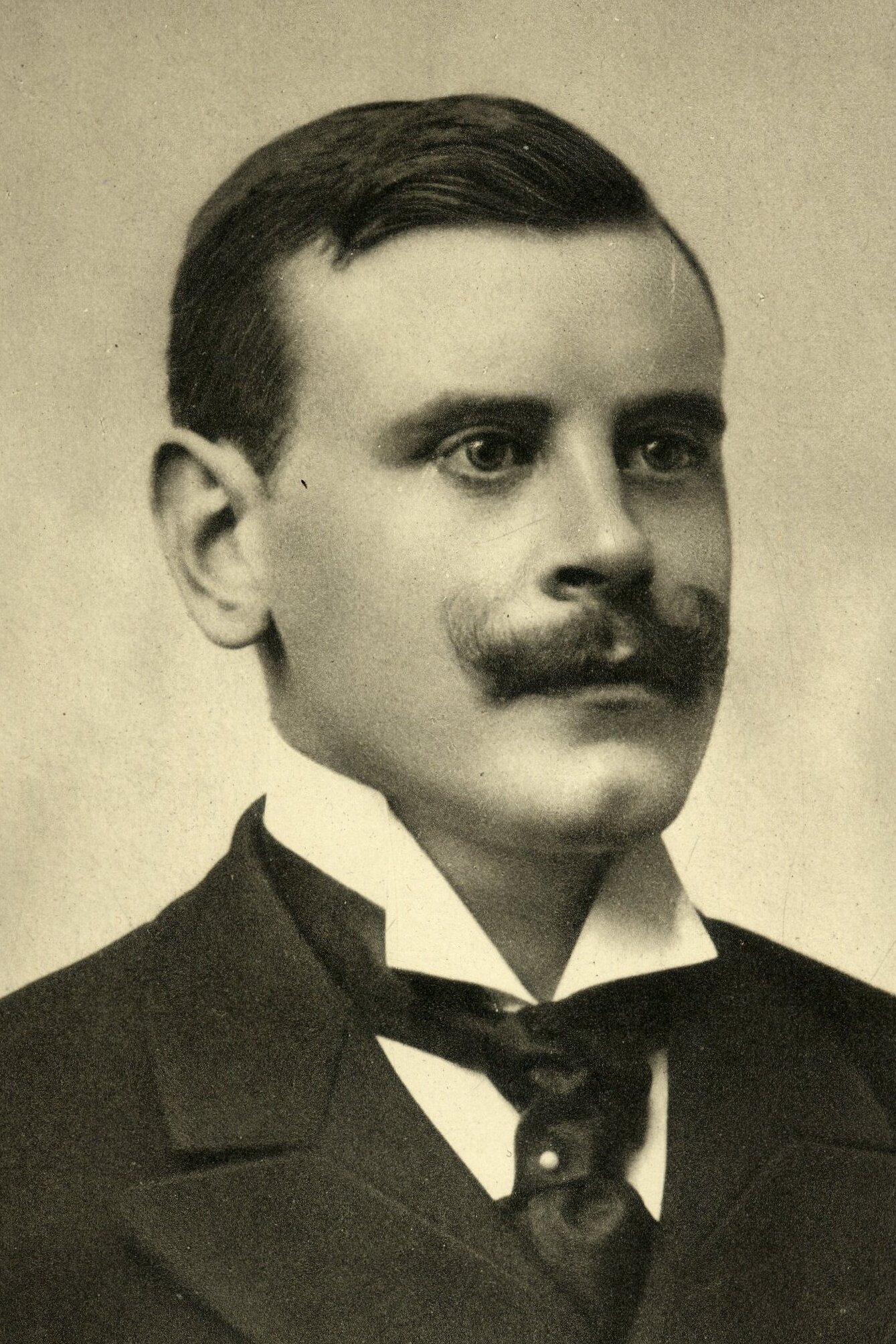
アンリ・カルトン・ドゥ・ヴィアール

アンリ・ヴィクトール・マリー・ギラン・カルトン・ドゥ・ヴィアール伯爵（Henri Victor Marie Ghislain Carton de Wiart、1869年1月31日 - 1951年5月6日）は、ベルギーの政治家。イギリスの将軍エイドリアン・カートン・デ・ウィアートのいとこである。

## 生涯
カルトン・ドゥ・ヴィアール伯爵家の子息としてブリュッセルで生まれたアンリは、ブリュッセル自由大学で法学を学び、弁護士となった。1896年にカトリック党の代議院議員となり、1951年に死ぬまで議員を続けることになる。1911年から1918年まで司法大臣を務め、児童の保護に関する法律の制定に尽力した。少年犯罪への措置として少年裁判所を創設し、親権者の親権を停止できる制度を制定した。これらの働きは、国王アルベール1世の称賛を受けた。
第一次世界大戦後の1920年に、カトリック党、自由党、労働党による挙国一致内閣の首班になり、首相に就任した。在任期間にはベルギー・ルクセンブルク経済同盟条約の調印を行った。1921年の首相退任後は1928年から1935年まで、国際連盟のベルギー代表を務め、1940年5月のドイツ軍のベルギー侵攻の際には、ベルギー亡命政府に同行しロンドンに逃れた。1950年には短期間であるが再び司法大臣を務めた。
アンリは作家としても有名で、いくつもの歴史小説や自叙伝などを執筆している。特に“La Cité ardente”（きらめく町）という小説の題名は、現在ではリエージュの別名となっている。

## 首相在任期間
- カルトン・ドゥ・ヴィアール内閣:1920年11月20日 - 1921年12月16日 （カトリック党、自由党、労働党）